# Allianoi
Allianoi (en idioma griego: Αλλιανοί), es asentamiento de un antiguo balneario, con restos que datan predominantemente del Imperio Romano (siglo II d. C.), ubicado cerca de la ciudad de Bergama (antigua Pergamo ) en la provincia de İzmir de Turquía. El sitio se encuentra a una distancia de 18 kilómetros al noreste de Bergama, en el camino a la vecina ciudad de İvrindi. Allianoi está directamente dentro del embalse de la presa Yortanlı, construido por las Obras hidráulicas del Estado turco. El 29 de octubre de 2005, la autoridad de protección de monumentos pertinente en İzmir había presentado una demanda contra la inundación de Allianoi. La presa Yortanlıno se permitió que se inundara hasta que se hubieran completado las medidas de protección necesarias para el sitio antiguo.  En enero de 2007 se anunció que el mismo comité había revisado su decisión en una sesión no pública. Allianoi podría ser inundado nuevamente. Una opinión muy controvertida, que fue presentada por la autoridad del agua desde octubre de 2007, recomendó la puesta en marcha inmediata de la presa.
En diciembre de 2008, se puso en funcionamiento la presa de Yortanlı, los mosaicos deben cubrirse con arena durante los próximos cinco decenios de operación.  Mientras tanto, la ciudad antigua ha sido inundada.
Una particularidad de Allianoi es que es un descubrimiento histórico muy reciente. Fue mencionado una sola vez en el siglo II por el orador y escritor medicinal Elio Aristides en su Hieroi Logoi (III.1), una de las fuentes clave para el conocimiento de la ciencia de la curación, tal como se entendía en ese tiempo. Ningún otro escritor de la antigüedad ni ningún hallazgo epigráfico conocido se había referido a Allianoi.

## Tiempo prehistórico
Durante las excavaciones realizadas en el bosque al oeste de Allianoi, se encontró un barco del tipo conocido como Yortan —que data de la Edad del Bronce Antiguo II—. Sobre las cercanas colinas de Çakmaktepe, se encontraron una gran cantidad de pedernales durante los trabajos. Además, dos hachas de piedra fueron desenterrados de un relleno de tierra. Estos hallazgos sugieren alguna forma de asentamiento prehistórico en o cerca de Allianoi.

## Período helenístico
Debido a la presencia de fuentes termales, se cree que debió haber un complejo de baños termales ya en el período helenístico, pero probablemente a una escala menor que el sitio romano posterior. No se encontró material arquitectónico en Allianoi perteneciente a este período aparte de algunas pistas arqueológicas y numismáticas.

## Período romano
Durante el Período Imperial Romano y especialmente a partir del siglo II, consistente con la aparición de una multitud de centros urbanos en Anatolia y también con la construcción del famoso Asklepion de la cercana Pergamo, también aumentó el número de obras públicas construidas en Allianoi. Muchos de los edificios encontrados en el sitio datan hoy de este período. Además de los baños termales, los puentes, las calle, el edificio de conexión, también un propylon y el ninfeo fueron planificados y construidos durante este período.

## Período otomano
El sitio era conocido como Paşa Ilıcası ( «Baños Termales del Pasha» ) en el Imperio Otomano. Aunque se menciona en la documentación histórica de la provincia de Aydın, no parece haberse utilizado en una escala extensa. Las únicas huellas de este período son algunos fragmentos de monedas. A principios del siglo XX, el sub-gobernador de la región realizó un esfuerzo para volver a usar el complejo del balneario y la sección de grandes piscinas se ha reformó parcialmente. Además, a lo largo del período otomano y hasta 1979, el puente romano situado al oeste del asentamiento fue utilizado para conectar las ciudades de Bergama e İvrindi.

## SiglosXXyXXI
Las Obras Hidráulicas del Estado de Turquía diseñaron un plan en 1994 para embalsar el río Ilya con la presa Yortanlı, creando un embalse para aumentar la productividad agrícola en la región. El complejo de baños Allianoi se encuentra dentro del área del embalse propuesto, lo que significa que se cubriría con agua con dicho. Las protestas de ICOMOS, UNESCO, Europa Nostra, y la Unión Europea han hecho poco pero retrasan la inevitabilidad del proyecto. Al 31 de diciembre de 2010, la represa Yortanli comenzó a llenarse de agua y Allianoi ya tiene unos 61 millones de metros cúbicos de agua.